# Orestida
Orestida (tiếng Hy Lạp: ?) là một khu tự quản ở vùng Tây Makedonías, Hy Lạp. Khu tự quản Orestida có diện tích 341 km², dân số theo điều tra ngày 18 tháng 3 năm 2001 là 13479 người.